# Военная история Барбадоса
Военная история Барбадоса насчитывает сотни лет военной деятельности на острове Барбадос, а также международных военных операций, в которых принимали участие барбадосцы.

## Колониальная история
На протяжении всей колониальной истории Барбадоса Великобритания регулярно размещала большие части своих Вест-индских войск на острове Барбадос. Войска действовали главным образом как сила, защищающая остров от любого вторжения других европейских держав, а также помогающая защитить другие британские территории в Восточной части Карибского бассейна от нападений. Численность ополченцев значительно возросла после серии восстаний рабов в Вест—Индии, включая восстание Буссы на Барбадосе. Развертывание британских колониальных войск на Барбадосе было настолько успешным, что Барбадос-единственная страна в Карибском бассейне которая в эпоху колониализма никогда не переходил из рук в руки с тех пор, как англичане впервые высадились и основали город Джеймстаун (примерно в первой четверти XVII века), вплоть до обретения независимости.

## Вторая мировая война
12 барбадосцев составляли Второй Барбадосский контингент добровольцев для Вооруженных сил. Они были завербованы для Королевских ВВС. Они уехали с Барбадоса в Англию в ноябре 1940 года, чтобы сражаться против нацистской Германии. Одним из пилотов был Эррол Уолтон Барроу, впоследствии первый премьер-министр Барбадоса, который стал офицером Королевских ВВС. К 1945 году Барроу поднялся до звания летного офицера и был назначен личным штурманом главнокомандующего британской зоной оккупированной Германии.
11 сентября 1942 года немецкая подводная лодка U-514 патрулировала воды Барбадоса, где атаковала канадское паровое торговое судно «Корнуоллис» у побережья столицы. Судно было доставлено на берег в Барбадосе до того, как его освободили, было торпедировано во второй раз и затонуло. Лауреат премии барбадосский романист Остин Кларк подробно пишет об этом нападении в своих романах «Свиные хвосты и хлебный плод: Кулинарные мемуары» и «Полированная мотыга» Гиллера, получившего премию «Полированная мотыга». В книгах рассказывается об экономических трудностях, испытываемых Барбадосом после того, как он был отрезан от мировой торговли Нацистской Германией.

## Наши дни
Сегодня, будучи полностью независимой страной, Барбадос имеет умеренное военное командование. Эти силы состоят из Сил обороны Барбадоса (BDF), которые состоят из Барбадосского полка, Барбадосской береговой охраны и Барбадосского авиакрыла, в дополнение к другим частям армии в стране. Все эти силы находятся в ведении канцелярии премьер-министра Барбадоса. Эти силы часто действуют согласованно для поддержания правопорядка в стране, а также для искоренения противозаконной деятельности и других угроз. Барбадосское авиакрыло состоит из одного самолета Cessna 402, базирующегося в международном аэропорту Грантли Адамс.
В 2009 году Силы обороны Барбадоса внесли свой вклад в USSOUTHCOM-маневр Fuerzas Commando 2009 в Бразилии.